# FashionTV
Фешн ТВ (енгл. Fashion TV) интернационални је телевизијски канал о моди и животном стилу. Направљен је 1997. године у Француској, од стране пољског председника Мајкла Адама Лисовског. Фешн ТВ се емитује преко 31. сателитских телевизија и преко 2.000 кабловских оператера. Од 2014. године, канал има више од 400 милиона људи на свету, са 80 милиона само у Арапским земљама.
Фешн ТВ је мултимедијска платформа која нуди увид интернационалне моде, док су главне канцеларије канала у Паризу, Лондону и Бечу.
У Србији канал се емитује преко сателитских и кабловских оператера, док 30% власништва канала припада српском каналу РТВ Пинк. Српска верзија канала се такође емитује и у Босни и Херцеговини, Бугарској, Македонији, Словенији, Црној Гори и Хрватској.